# Вьоса
Вьо́са (алб. Vjosë) или Ао́ос (греч. Αώος, лат. Aous) — река на северо-западе Греции и юго-востоке Албании. Суммарная длина — 280 км, 70 из которых находятся на территории Греции. Площадь бассейна составляет 6600 км², высокая вода в реке наблюдается с октября по май, летом же Вьоса маловодна. Средний расход воды — около 160 м³/с.

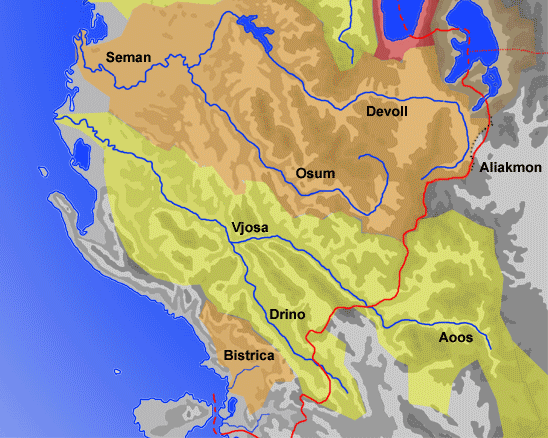
Бассейн Вьосы выделен жёлтым

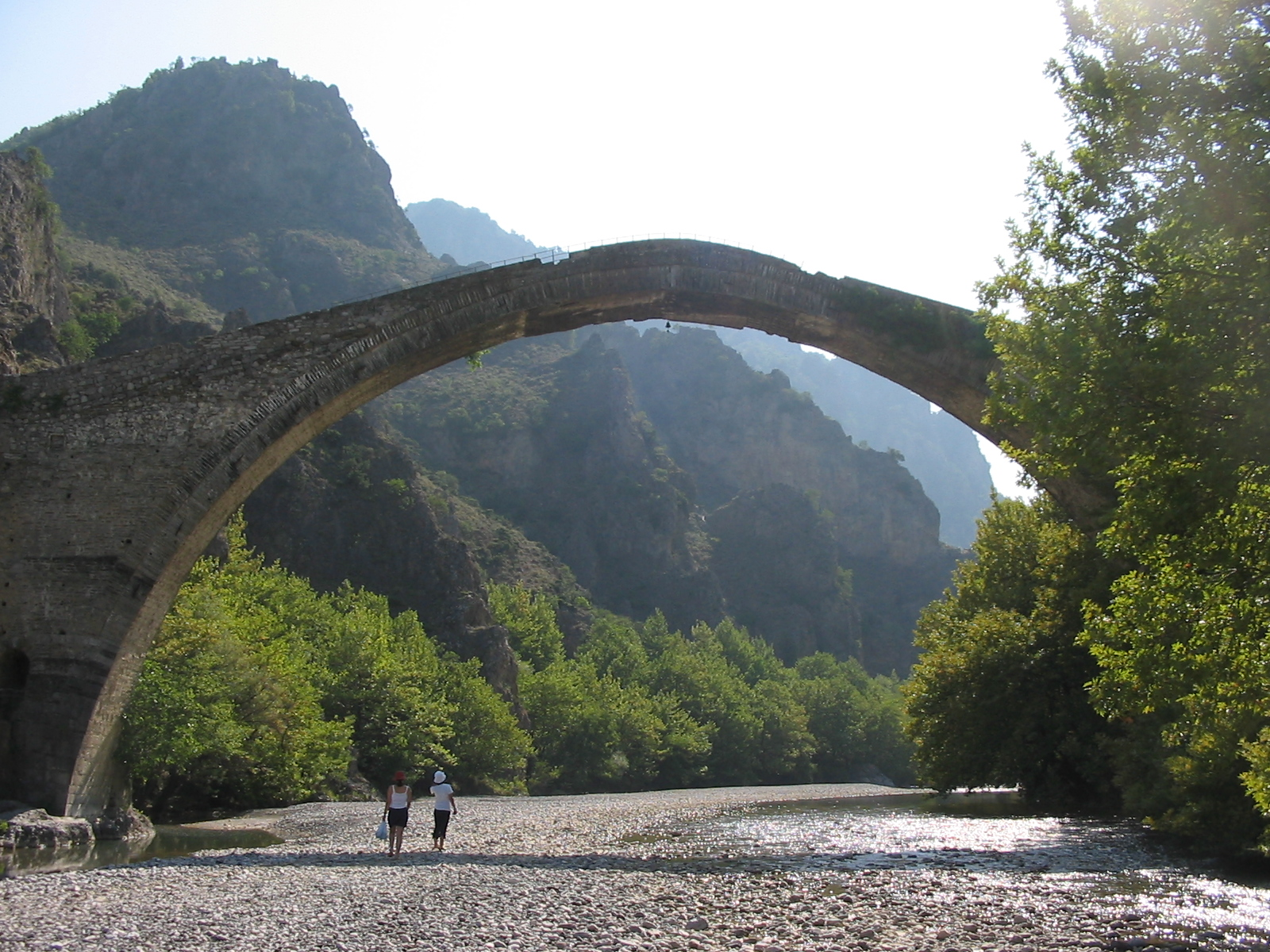
Старый мост через Аоос около Коницы

Исток реки находится в округе Эпир, в северной части гор Пинд недалеко от горы Тимфи (2497 м). В верхнем течении русло реки (точнее, её приток, Войдоматис) проходит по глубокому каньону в северной части национального парка «Викос-Аоос», протекает через посёлок Коница, где расположен старый арочный мост.
На границе с Албанией Вьоса сливается с рекой Сарандапорос и течёт на северо-запад вдоль хребтов Немерчка и Дембел, мимо посёлка Кельцюра, за которым впадает Загория, и городка Тепелена, где в неё впадает крупнейший приток Дрино. После этого Вьоса протекает через населённый пункт Мемалиай, выходит на прибрежную равнину, недалеко от Селеницы сливается с рекой Шушица и впадает в Адриатическое море в 25 км к северо-западу от города Влёра.
Гекатей Милетский называет реку Эант (Эанф, лат. Aias), Страбон — Аой. В древности основное русло реки на прибрежной низменности лежало севернее и проходило у подножья холма, на котором располагался древнегреческий город Аполлония. В настоящее время в городе Селеница от реки отходит канал, идущий на север в направлении старого русла, вода из которого используется для орошения.
В реке обитают 18 видов рыбы, 5 из которых живут и в греческой и в албанской части реки. Кроме того, в бассейне реки обитают 200 видов птиц, многие из которых находятся под защитой или являются вымирающими видами, в том числе: кудрявый пеликан, красный коршун и степная пустельга.